# Bad Sachsa
Bad Sachsa là một thị xã ở huyện Osterode, bang Niedersachsen, Đức. Đô thị này có diện tích 33,13 km². Bad Sachsa nằm ở phía nam Harz, cự ly khoảng 15 km về phía nam của Braunlage, và 25 km về phía đông nam của Osterode am Harz. Đây là nơi Berthold Maria Schenk Graf von Stauffenberg và 4 anh chị em ruột bị Đức Quốc xã gửi đến vào năm 1944, sau cuộc âm mưu 20 tháng 7 thất bại.